# ABN AMRO Cup
De ABN AMRO Cup is sinds 2008 een Nederlands hockeytoernooi voor heren Hoofdklasseclubs die jaarlijks aan de vooravond van het hockeyseizoen wordt gehouden.
Het toernooi wordt gezien als belangrijke test (met nieuwe hockeyregels en aanwinsten van clubs) voor het komende Hoofdklasse seizoen en bij bijna alle edities doen dan ook alle Hoofdklasseclubs mee. Het initiatief voor het toernooi kwam van ABN AMRO als naamgever en belangrijkste sponsor van het toernooi en van voormalig HC Rotterdam-voorzitter Jan Hagendijk. Hagendijk overleed in 2010 en sindsdien draagt de trofee die de winnaar in ontvangst mag nemen zijn naam.
Het toernooi kent een deelnemersveld van 12 ploegen die eerst in een voorronde van een drieluik. Hierna gaan de groepswinnaars door naar de halve finale en uiteindelijk de finale. De overige clubs strijden dan nog voor een zo hoog mogelijke rangschikking. Het toernooi vindt doorgaans in het weekeinde voorafgaand aan de start van de competitie plaats. De deelnemers worden ingedeeld in een van de vier drieluiken, waarvan iedere drieluik afzonderlijk de wedstrijden afwerkt op een andere locatie. Daarna worden de wedstrijden gespeeld op het complex van de club die de voorgaande editie het toernooi won.

## Finales
Heren:
| Seizoen | Winnaar        | # | Uitslag | Finalist       |
| ------- | -------------- | - | ------- | -------------- |
| 2022    | HC Rotterdam   |   | 5-3     | SV Kampong     |
| 2021    | HGC            |   | 4-3     | Amsterdam H&BC |
| 2019    | Amsterdam H&BC | 3 | 3-1     | HC Bloemendaal |
| 2018    | SV Kampong     | 2 |         |                |
| 2017    | HC Rotterdam   | 5 |         |                |
| 2016    | HC Rotterdam   | 4 | 2-2 ns  | SV Kampong     |
| 2015    | Amsterdam H&BC | 2 | 4-0     | HC Rotterdam   |
| 2014    | SV Kampong     | 1 | 5-1     | Oranje Zwart   |
| 2013    | Amsterdam H&BC | 1 | 5-5 ns  | HC Rotterdam   |
| 2012    | HC Rotterdam   | 3 | 3-1     | HC Bloemendaal |
| 2011    | HC Rotterdam   | 2 | 5-3     | Amsterdam H&BC |
| 2010    | HC Rotterdam   | 1 | 2-2 ns  | SV Kampong     |
| 2009    | Oranje Zwart   | 2 | 6-1     | HC Bloemendaal |
| 2008    | Oranje Zwart   | 1 | 3-3 ns  | Amsterdam H&BC |

Dames:
| Seizoen | Winnaar        | # | Uitslag | Finalist             |
| ------- | -------------- | - | ------- | -------------------- |
| 2022    | SCHC           |   | 2-0     | SV Kampong           |
| 2021    | Amsterdam H&BC | 3 | 1-0     | HC Klein Zwitserland |
| 2019    | Oranje Rood    |   | 3-2     | HDM                  |